# Équation de Pauli
L'équation de Pauli est une équation non relativiste de la mécanique quantique qui correspond à celle de Schrödinger pour les particules de spin 1/2 dans un champ électromagnétique.
En 1927, Wolfgang Pauli a postulé cette équation comme étant l'équation de l'électron, puis, en 1928, elle a été démontrée par Paul Dirac comme approximation non relativiste de son équation. En 1969, Jean-Marc Lévy-Leblond l'a redémontrée en linéarisant l'équation de Schrödinger.

## Formulation
En notant :
- {\displaystyle \Psi (t,{\vec {r}})={\binom {\Psi _{+}}{\Psi _{-}}}} la fonction d'état de la particule, où {\displaystyle \Psi _{\pm }} est l'amplitude de probabilité d'observer le spin {\displaystyle \pm 1/2},
- {\displaystyle \ q} la charge de la particule, {\displaystyle \ m} sa masse,
- {\displaystyle \mathbb {A} =\left(U({\vec {r}},t),{\vec {A}}({\vec {r}},t)\right)} le quadripotentiel du champ électromagnétique ambiant, {\displaystyle {\vec {B}}=\nabla \times {\vec {A}}} le champ magnétique,
- {\displaystyle {\vec {\sigma }}=\left(\sigma _{1},\sigma _{2},\sigma _{3}\right)} le vecteur des matrices de Pauli.

L'équation de Pauli est :
De l'expression précédente se déduit l'Hamiltonien de Pauli: